# Tomasz Drzyzga
Tomasz Drzyzga (ur. 9 października 1985 w Warszawie) – polski siatkarz, grający na pozycji przyjmującego lub libero. Ma za sobą występy w juniorskich reprezentacjach Polski.

## Życiorys
Karierę rozpoczął w MOS Wola Warszawa. W MOS Wola był zawodnikiem w latach 1997–2004. Z klubem tym zdobył trzy tytuły mistrza Polski i wicemistrza Europy kadetów. Z MOS-u trafił do SMS Spała, a następnie występował w J.W. Construction AZS-ie Politechnika Warszawska. W 2007 trafił do EnergiaPro Gwardii Wrocław. Po epizodzie w tym klubie miał problemy ze znalezieniem nowego zespołu. Trenował towarzysko przez trzy miesiące razem z bratem Fabianem w Częstochowie dzięki uprzejmości prezesa i trenera AZS-u. Zadzwonił do niego Dariusz Daszkiewicz z zapytaniem, czy nie chciałby dołączyć do prowadzonego przez niego Farta Kielce. Drzyzga zgodził się i w listopadzie 2008 podpisał kontrakt z nowym klubem. W sezonie 2008/2009 z kielecką drużyną zmagania II ligi gr. 4 zakończył na 1. miejscu, kwalifikując się do rywalizacji barażowej o awans do I ligi. W pierwszym turnieju rozegranym w Hali Legionów Fartowi nie udało się zająć żadnego z dwóch pierwszych miejsc, jednakże awans wywalczył podczas turnieju w Jaworznie. Latem 2009 przedłużył swoją umowę o kolejny rok, a w debiutanckim sezonie Farta w rozgrywkach pierwszej ligi wywalczył z kielecką drużyną awans do PlusLigi. Od czerwca 2012 rozpoczął pracę jako menadżer w zespole ZAKSY Kędzierzyn-Koźle. Oskarżony o przywłaszczenie mienia w wysokości około miliona złotych. Przyznał się do winy.
Jest synem znanego byłego siatkarza, trenera, a obecnie komentatora meczów siatkarskich Wojciecha Drzyzgi. Jego brat Fabian również jest siatkarzem, gra na pozycji rozgrywającego.

## Sukcesy
- 2001 – I miejsce w Mistrzostwach Polski kadetów na Ogólnopolskiej Olimpiadzie Młodzieży w barwach MOS Wola Warszawa
- 2003 – wicemistrzostwo Europy kadetów
- 2003 – I miejsce na Olimpijskim Festiwalu Młodzieży Europy
- 2003 – mistrzostwo Polski juniorów w Gubinie z MOS Wola Warszawa
- 2004 – mistrzostwo Polski juniorów w Szczecinie z MOS Wola Warszawa